# Boston Harbor (Washington)
Boston Harbor je nezačleněná obec v okrese Thurston v americkém státě Washington. Založena byla roku 1917 realitním makléřem ze Seattlu, C. B. Hillmanem, který věřil že se jedná o skvělé místo pro vzkvétající průmysl, které bude navíc přístupno Komáří flotile plující po Pugetově zálivu. V obci se nachází maják Dofflemyer Point Light z roku 1934, který je zapsán na národním rejstříku historických míst.
Obec se nachází při pobřeží, kde se setkává Pickeringova úžina s Dana Passage, některé okrajové části se nachází při pobřeží Buddovy zátoky. Rozléhá se přibližně mezi Doverským mysem a Dofflemyerovým mysem, který je označen betonovým majákem, jenž není přístupný po souši. Původně se jednalo o venkovskou obec, nyní se ale transformovala do předměstí Olympie, kde většina jejích obyvatel pracuje. Atraktivní je především díky lokalitám při pobřeží, přístavišti a četným parkům.